# Sauvigny-les-Bois
Sauvigny-les-Bois är en kommun i departementet Nièvre i regionen Bourgogne-Franche-Comté i de centrala delarna av Frankrike. Kommunen ligger i kantonen Imphy som tillhör arrondissementet Nevers. År 2022 hade Sauvigny-les-Bois 1 413 invånare.

## Befolkningsutveckling
Antalet invånare i kommunen Sauvigny-les-Bois
| Referens: INSEE |